# Амосов, Николай Иванович
Никола́й Ива́нович Амо́сов (1881, Петергоф — 1944, Ташкент) — русский арфист и музыкальный педагог.

## Биография
Происходил из купеческой семьи Аммосовых. Мальчиком пел в Придворной Певческой капелле, в инструментальных классах при Капелле начал обучаться игре на арфе у Ф. Шоллара; занимался у А. Г. Цабеля. С 1902 года концертировал по России, работал в разных российских оркестрах (в том числе в 1907 г. в оркестре Большого театра). В 1908 принят солистом в симфонический Придворный оркестр (оркестр Петроградской филармонии после 1917). С 1921 года преподавал в классе арфы Ленинградской консерватории, в 1928 стал профессором, среди его учеников — Елена Язвинская, Надежда Толстая, Ася Варосян и др.).
Во время Великой Отечественной войны эвакуировался вместе с консерваторией в Узбекистан, где и умер в 1944 году.